# Vanadium(III)-oxid
Vanadium(III)-oxid ist eine chemische Verbindung aus der Gruppe der Oxide. Es liegt in Form eines schwarzen Pulvers vor.

## Vorkommen
In der Natur kommt Vanadium(III)-oxid in Form des seltenen Minerals Karelianit vor.

## Gewinnung und Darstellung
Vanadium(III)-oxid kann durch Reduktion von Vanadium(V)-oxid mit Wasserstoff oder Kohlenmonoxid hergestellt werden.
{\displaystyle \mathrm {V_{2}O_{5}+2\ H_{2}\longrightarrow V_{2}O_{3}+2\ H_{2}O} }

## Eigenschaften
Vanadium(III)-oxid ist ein mattschwarzes Pulver mit einer Kristallstruktur vom Korund-Typ (Aluminiumoxid) und der Raumgruppe R3c (Raumgruppen-Nr. 167), a = 4,952, c = 14,003 Å. Es oxidiert an der Luft zu Vanadium(V)-oxid. Bei hohen Temperaturen zersetzt es sich zu anderen Vanadiumoxiden.

## Sicherheitshinweise
Die einatembaren Stäube von Vanadium und seinen anorganischen Verbindungen werden von der MAK-Kommission als krebserzeugend, Kategorie 2 und keimzellmutagen, Kategorie 2 eingestuft.